# Théoden
Théoden Ednew è un personaggio di Arda, l'universo immaginario fantasy creato dallo scrittore inglese J. R. R. Tolkien. È il diciassettesimo Re di Rohan, e durante il suo regno si svolge parte della storia de Il Signore degli Anelli. È figlio di Thengel e di Morwen di Lossarnach (una regione di Gondor). La sua spada era Herugrim.

## Biografia del personaggio
Per lungo tempo fu ingannato dal suo consigliere Grima Vermilinguo, che lavorava al soldo di Saruman il Bianco. Durante una delle prime battaglie ai Guadi dell'Isen, morì il figlio Théodred, suo unico erede; a causa di questo, l'eredità legittima del trono di Rohan passò al nipote Éomer, il figlio di sua sorella.
I cattivi consigli di Grima il Vermilinguo avevano incupito e indebolito Théoden, ma l'inganno ebbe fine solo grazie all'intervento di Gandalf, che smascherò la malafede di Vermilinguo e lo rivelò per quello che era: uno strisciante servitore di Saruman. Dopo l'aiuto dello stregone, il Re fu soprannominato Ednew, che vuol dire "rinato".
Seguendo i consigli di Gandalf, Théoden decise di affrontare le forze di Saruman, rifugiandosi nel Fosso di Helm, dove venne assediato. La vittoria arrise alle forze di Rohan soprattutto grazie all'intervento di Gandalf che, abbandonati gli assediati alla vigilia della battaglia, informò gli Ent e li convinse a mandare un esercito di Ucorni ed inoltre riuscì a recuperare un buon numero di soldati, comandati da Erkenbrand dell'Ovestfalda, che, dispersi, ritornarono al Fosso all'apice della battaglia. In seguito alla vittoria Théoden si recò ad Isengard, dove scoprì il vero volto di Saruman e assistette alla cancellazione del suo potere. È qui che Gandalf, nuovo stregone bianco, spezzò il bastone del suo antico superiore.
Dopo una prima fase di sospetto e cautela nei confronti di Aragorn, il re decise di aiutarlo nella guerra contro Sauron, portando le proprie forze a cavallo, chiamate Éored, in soccorso dell'assediata Gondor. La fine di Théoden è gloriosa; nel mezzo della battaglia per liberare la città di Minas Tirith assediata dalle forze di Sauron, la sua cavalcata è vincente. Dopo aver abbattuto il simbolo del popolo dei Sudroni, asserviti all'Oscuro Signore, il suo cavallo, Nevecrino, viene colpito da una freccia dei Sudroni e ucciso. Théoden rimane schiacciato dal peso del cavallo e muore, lasciando il nipote Éomer nuovo Re di Rohan. La sua morte potrebbe essere stata in maniera indiretta causata da Gandalf, il quale alla richiesta di Pipino di soccorrere Faramir egli risponde: «Forse posso», disse Gandalf; «ma se lo faccio, altri morranno, purtroppo. Ebbene, devo venire, poiché non potrà avere altro aiuto. Ma ciò sarà causa di eventi nefasti e di dolore. Persino nel cuore della nostra fortezza il Nemico possiede armi capaci di colpirci: questa infatti è una conseguenza del suo volere». È quindi assai probabile che se Gandalf si fosse diretto ai Campi del Pelennor Théoden sarebbe sopravvissuto, ma a perdere la vita sarebbe stato Faramir.
Ai suoi funerali, svoltisi dopo la vittoria finale su Sauron, parteciperanno tutte le grandi personalità della Terra di Mezzo.